# ثيودور جورج
ثيودور جورج (بالإنجليزية: Theodore George)‏ هو محرر أمريكي، ولد في 1971.